# Чинарли дере
Чинарли дере (на македонска литературна норма: Чинарли дере) е бивше село в Северна Македония.

## География
Селото е било разположено в областта Търновата, на територията на община Богданци, на няколко километра южно от Богданци в посока Стояково, в пролома на Стара река над язовир „Палюрци“.

## История
В XIX век Чинарли дере е турско село в Гевгелийска каза на Османската империя. Според статистиката на Васил Кънчов („Македония. Етнография и статистика“) от 1900 година Чинарли Дере има 300 жители турци.